# Banca Agricola Milanese
La Banca Agricola Milanese era una banca di Milano con sede in Via Mazzini 9/11, a due passi dal Duomo. L'istituto di credito venne fondato nel 1874 dalla Società Agraria Lombarda con il nome di Banca Mutua Popolare Agricola Milanese.
Il nome Banca Agricola Milanese venne introdotto nel 1883 con la forma di Società Anonima Cooperativa. La forma societaria venne poi modificata nuovamente nel 1928 (in Società Anonima) e nel 1948 (in Società per azioni).
Nel 1928 mise a segno l'acquisizione della vicina Banca Popolare di Erba Incino e della Brianza.

## L'acquisizione di Banca Popolare di Milano
Nel 1960 la Banca Popolare di Milano divenne il primo azionista dell'Agricola, per poi scalarne la proprietà, passando al controllo della società nel 1986 con l'acquisizione del 55,2% del capitale. Per la prima volta in Italia un istituto di credito poté lanciare un'OPA ostile verso un'altra banca.
L'azienda di credito cessa di esistere il 24 giugno 1997, giorno in cui viene approvato il progetto di fusione a tre: Banca Agricola Milanese, Banca Briantea e Banca Popolare di Milano, tutte sotto quest'ultimo istituto.
Più precisamente si trattò di un concambio di azioni: dieci azioni ordinarie del valore nominale di 5.000 Lire di Banca Popolare di Milano contro sette azioni ordinarie del valore nominale di 1.000 Lire della Banca Agricola Milanese.
Al momento dell'acquisizione, la capitalizzazione media della Banca Agricola Milanese durante l'anno 1996 è stata di 354 miliardi di lire e il concambio calcolato per la fusione è stato di 7,26 azioni ordinarie BAM contro 10 azioni BPM.